# Pestalotiopsis monochaetioides
Pestalotiopsis monochaetioides är en svampart som först beskrevs av Doyer, och fick sitt nu gällande namn av Steyaert 1949. Pestalotiopsis monochaetioides ingår i släktet Pestalotiopsis och familjen Amphisphaeriaceae.   Inga underarter finns listade i Catalogue of Life.